# Comandău
Comandău (węg. Komandó) – wieś w Rumunii, w okręgu Covasna, w gminie Comandău. W 2011 roku liczyła 1006 mieszkańców.